# 灰胡椒鲷
灰胡椒鲷（学名：Plectorhynchus schotaf）为石鲈科胡椒鲷属的鱼类。分布于台湾岛等。该物种的模式产地在红海。